# 안성 선유동 마애불사존불상
안성 선유동 마애불사존불상은 경기도 안성시 일죽면에 있는 마애불이다. 1986년 5월 22일 안성시의 향토유적 제13호로 지정되었다.

## 개요
이 마애불은 고려시대 조성된 것으로 추정되며, 선유동 마을 뒤편의 선유암 상봉(上峯)에 있다. 이곳은 죽산에서 이천의 설성이나 모가로 통하는 길목이었다. 선유암 정상의 우뚝 솟은 바위의 동서편에 모두 4구의 불상이 선각되었는데, 동편에 1구 서편에 3구가 있다. 서편 3구 불상의 시선 방향은 2구는 남쪽을 보고 있으며, 나머지 1구는 서쪽을 향하고 있다. 
동북향을 하고 있는 첫 번째 마애불은 소발(素髮)의 머리 위에 육계가 있고, 양미간(兩眉眼) • 비량(鼻梁) • 구순(口脣)이 정제되어 있다. 양 귀는 밑으로 길게 흘러 내렸고 원형의 상호(相好)는 원만하며, 목에는 삼도(三道)가 희미하게 엿보인다. 몸체는 마멸되어 식별하기 어렵지만 자연석의 대좌가 있음을 알 수 있으며, 전체 높이는 230cm이다. 
두 번째 마애불은 상호가 밑으로 흐르고, 양 귀는 길게 늘어졌으며, 법의의 의문은 희미하게 보이나 마멸이 심하며, 전체 높이는 290cm이다. 
세 번째 마애불은 소발(素髮)의 머리에 육계가 보이고, 통견의 법의는 의문이 희미하지만 마멸이 심하며, 전체 높이는 290cm이다. 
네 번째 마애불은 좌상(座像)으로 추정되고, 상호(相好)가 방형(方形)에 가까우며, 귀는 짧은 편이고 목에는 삼도가 있으며, 법의는 통견으로 원호의 의문이 보이지만 마멸이 심하며, 전체높이는 340cm이다.

## 참고 문헌
- 선유동마애불사존불상 - 안성문화관광 - 시지정문화재